# Tratado López de Mesa-Gil Borges
El Tratado López de Mesa-Gil Borges, oficialmente Tratado de Demarcación de Fronteras y Navegación de los ríos comunes entre Colombia y Venezuela y extraoficialmente como Tratado de Límites de 1941, fue un acuerdo firmado entre los gobiernos de Colombia y Venezuela sobre asuntos fronterizos terrestres el 5 de abril de 1941 en el municipio colombiano de Villa del Rosario, precisamente en el Templo Histórico, por los Ministros de Relaciones de Exteriores de Venezuela, Esteban Gil Borges, y de Colombia, Luis López de Mesa.

## Historia
Después de casi 60 años de negociaciones de la demarcación de la frontera colombo-venezolana (1881-1938), la firma del tratado de 1941 le pone punto final a este largo proceso. En este tratado ambas partes reconocen que la frontera ha sido completamente demarcada, que las diferencias sobre materia de límites quedaban terminadas y que reconocen como válidas las labores de demarcación realizadas por la Comisión Demarcadora de 1901, la Comisión de Expertos Suizos, y las que se habían sucedido y se sucedieran de ese momento en adelante, siempre y cuando sean de común acuerdo. El canje de ratificaciones de este acuerdo se realizó en Caracas, el 12 de septiembre de 1941.
Dicho tratado le concedió la soberanía casi completa a Colombia sobre la península de la Guajira y a Venezuela un estrecho margen al oriente de esta. A su vez, Venezuela pudo recuperar la cuenca del río Sarare y el municipio Rómulo Gallegos en el estado Apure, las selvas de Yavita en el estado Amazonas, y la vertiente oriental de la serranía del Perijá en el estado Zulia, en tanto a Colombia le correspondió la vertiente occidental en el departamento del Cesar. Colombia accede al margen occidental del río Orinoco que son actualmente los departamentos del Vichada y el Guainía, el margen oriental del mismo río hace parte del estado Amazonas, Venezuela.

## Consecuencias

El diferendo limítrofe en el Golfo de Venezuela y las hipótesis propuestas de solución.

La frontera terrestre colombo-venezolana es una zona conflictiva y de perenne tensión entre ambos países, por problemas como el narcotráfico, contrabando o comercio ilegal, la presencia de enfermedades de alto riesgo que suelen propagarse a ambos lados de las líneas limítrofes, la presencia de la guerrilla colombiana.
Aunque este tratado llegó a un común acuerdo sobre los límites del territorio continental de ambas naciones, aún no existe la correspondiente delimitación del territorio marítimo.